# Neofundulus
Neofundulus is een geslacht van straalvinnige vissen uit de familie van Killivisjes (Rivulidae).

## Soorten
- Neofundulus acutirostratus Costa, 1992
- Neofundulus guaporensis Costa, 1988
- Neofundulus ornatipinnis Myers, 1935
- Neofundulus paraguayensis (Eigenmann & Kennedy, 1903)
- Neofundulus parvipinnis Costa, 1988